# Secret Codes and Battleships
Secret Codes and Battleships è il quarto album in studio da solista del cantante australiano Darren Hayes, pubblicato nel 2011.

## Tracce
1. Taken by the Sea – 4:24
2. Don't Give Up – 3:44
3. Nearly Love – 3:11
4. Black Out the Sun – 4:10
5. Talk Talk Talk – 3:39
6. Bloodstained Heart – 3:51
7. God Walking Into the Room – 4:22
8. Hurt – 3:19
9. Roses – 4:19
10. Stupid Mistake – 4:38
11. Cruel Cruel World – 3:53
12. The Siren's Call – 4:01